# Партия промышленников и предпринимателей Туркменистана
Партия промышленников и предпринимателей Туркменистана, сокр. ПППТ (туркм. Türkmenistanyň senagatçylar we telekeçiler partiýasy) — официально зарегистрированная политическая партия в Туркмении, основанная в 21 августа 2012 года. Одна из трёх официально зарегистрированных политических партий, легально существующих в Туркмении.
Представлена в Меджлисе Туркменистана — парламенте страны. Члены партии занимают 11 из 125 мест в Меджлисе Туркменистана.
Партия промышленников и предпринимателей Туркменистана была основана 21 августа 2012 года. ПППТ является второй официально зарегистрированной политической партией в истории независимого Туркмении. До этого в Туркмении имелась только одна легальная, официально зарегистрированная партия — Демократическая партия Туркменистана, которая занимала все места в парламенте страны, тем самым сделав Туркмению однопартийной страной.
Туркменистан являлся последней страной постсоветском пространстве, которая сохраняла официальную однопартийную систему. Демократическая партия Туркменистана функционирует с момента её создания в 1991 году первым президентом Туркмении — Сапармуратом Ниязовым. Закон о политических партиях был принят в стране лишь в январе 2012 года.
По мнению аналитика по изучению постсоветского пространства Алексея Власова, Туркмения, имея однопартийную систему, не могла сотрудничать с Европейским банком реконструкции и развития, так как эта организация пересмотрела свой регламент в отношении ряда стран, и отказала в содействии государствам с однопартийной системой. В СМИ отмечается, что «даже наличие нескольких политических организаций не даёт гарантию настоящей свободы и плюрализма политического строя — оппозиция страны не имеет никакого влияния, а все возникающие институты власти всё равно контролируются правительством». По мнению некоторых СМИ, партия создана правительством для имитации многопартийности.
По итогам парламентских выборов 2013 года, партия впервые, как и остальные партии и организации (не считая Демократическую партию Туркменистана, которая доминирует в стране с 1991 года) вошла в Меджлис Туркменистана.
На президентских выборах 2017 года, Партия промышленников и предпринимателей Туркменистана выдвинула своего кандидата — Бекмырата Аталыева. По итогам выборов, Аталыев занял третье место (из девяти) среди кандидатов, набрав 11390 голосов (0,36 %) избирателей.
Среди избранных  25 марта 2018 года депутатов, членов халк маслахаты и Генгешей, 3257 представителей Демократической партии, 352 – Партии промышленников и предпринимателей, 1358 – Аграрной партии, 2498 – групп граждан.

## Результаты на выборах
| Выборы | Мандаты   |
| ------ | --------- |
| 2013   | 14 из 125 |
| 2018   | 11 из 125 |
| 2023   | 18 из 125 |

## Выборы президента
| Год  | Кандидат от партии | %    |
| ---- | ------------------ | ---- |
| 2017 | Бекмырат Аталыев   | 0,36 |
| 2022 | Бабамырат Мередов  | 1,08 |